# میشا زورف
میشا زوِرف (آلمانی: Mischa Zverev؛ زادهٔ ۲۲ اوت ۱۹۸۷) تنیس‌باز اهل آلمان است.